# NBS 한국농업방송
NBS 한국농업방송(韓国農業放送, 영어: Nongmin Broadcasting System, NBS)는 대한민국의 방송채널 사용사업자인 농민신문사가 운영하는 텔레비전 유료방송 채널이다.

## 로고송
- 사랑이 가득한 NBS 행복이 가득한 NBS (한국농업방송)

## 프로그램 목록

### 현재 방영중인 프로그램
- 낙찰! 가락동 라이브
- NBS 투데이
- 자전거기행 발길 머무는 곳
- 역전의 부자농부
- 리얼귀농 스토리 나는 농부다
- 그 시절 그 노래
- 우수농축협 탐방 - 최고의 비결
- 기적의 운동화
- 공감다큐 '러빙'
- 좌충우돌 농부들 청년보스
- 리얼농방 '새참TV'
- Go! Go! 오감여행 발걸음

### 종영된 프로그램
- 생방송 가락동 365
- NBS 뉴스24
- 가락동 365
- NBS 초대석
- NBS 인터뷰4.0
- NBS 농민노래자랑
- 농업이 미래다, 미농
- 깨끗한 이 마을에 가고싶다
- 두레누리 촌에서 세계로
- 고전에서 발견한 천년의 지혜
- NBS 리얼극장 동네방네
- 영농과날씨
- NBS 명의보감
- 그 시절 그 노래 커버무대
- NBS 이슈 현장속으로

### 구매 프로그램
※ 구매 프로그램은 방송 초기 당시 편성 프로그램이 크게 부족하여 EBS.SBS의 네트워크 지역민방.KTV,MBN 매일방송로부터 사다 틀어놓은 프로그램들을 위주로 편성한 적이 있다.
- 세상에 나쁜 개는 없다
- 다큐 시선
- 다문화 고부 열전
- EBS 극한 직업
- 다시보는 대한늬우스
- 섬마을 할매
- 전국 TOP 10 가요쇼
- 네모세모
- 찾아라 팔도맛지도
- 동거동락
- 메디컬 해시태그
- 혼저옵서예
- 나는자연인이다

## 같이 보기
- 환경TV (전작)
- 농업
- 축산
- 농민신문사